# 푸오른 고개
푸오른 고개(Fuorn Pass) 또는 오펜 고개(로만슈어: Pass dal Fuorn, 독일어: Ofenpass, 이탈리아어: Passo del Forno)(해발 2,149m)는 스위스 그라우뷘덴주의 높은 고산 산길이다. 이름은 그 지역의 제철소에서 사용되었던 오븐에서 따온 것이다. 이 화덕의 폐허는 여전히 인근 산책로에서 볼 수 있다.
그것은 엥가딘 계곡의 체르네츠와 뮈스테어 계곡을 연결하고 스위스의 스위스 국립 공원을 가로지른다.
2005년 7월에 불곰이 목격되고 사진이 찍힌 곳이 바로 이곳이다. 1923년 이후 스위스에서 처음으로 야생곰을 목격한 것이다.
2004년에 유럽에서 발견된 가장 큰 뽕나무버섯 진균체가 고개 근처에서 발견되었다. 이 곰팡이는 약 1,000년 동안 직경이 500~800m로 추정된다.

## 갤러리

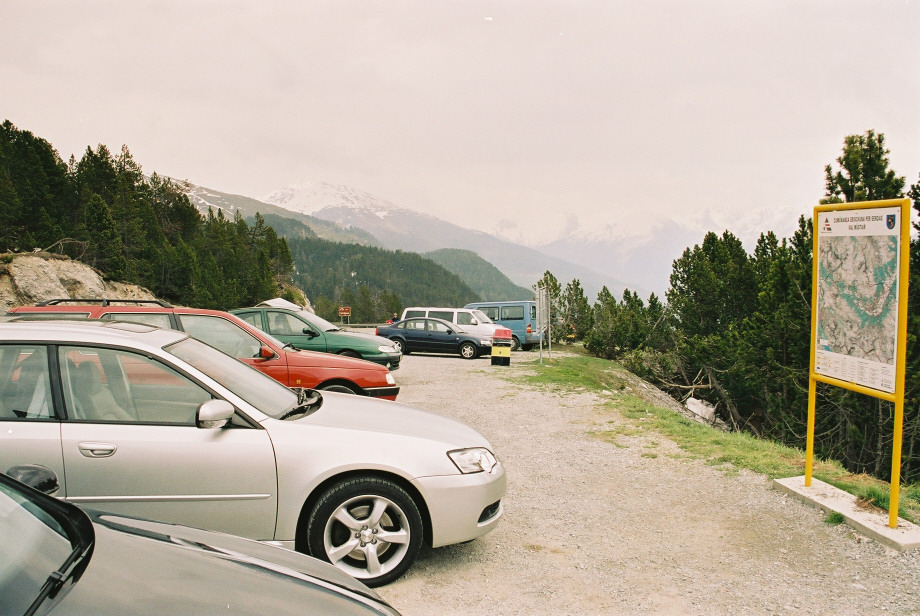
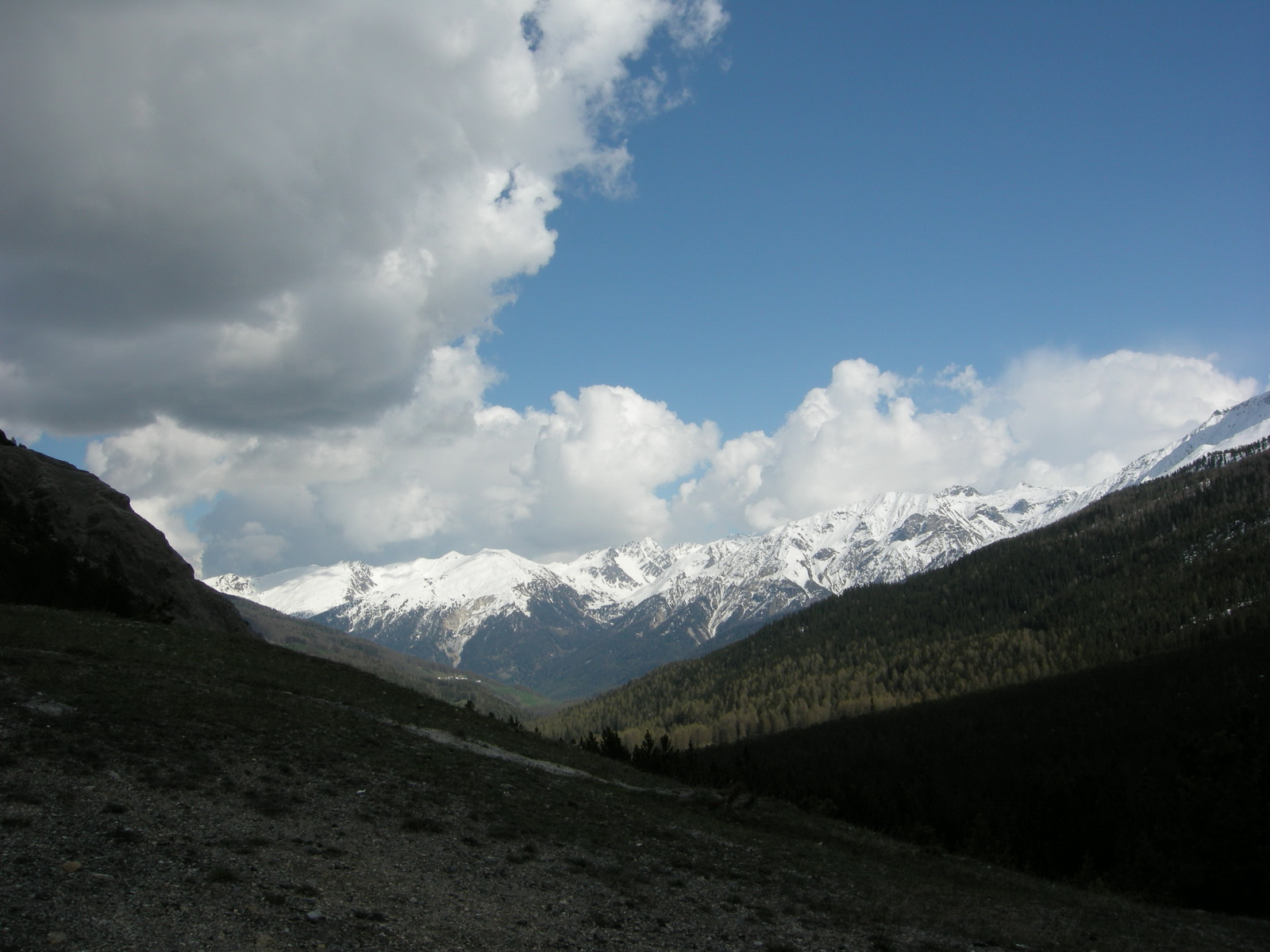
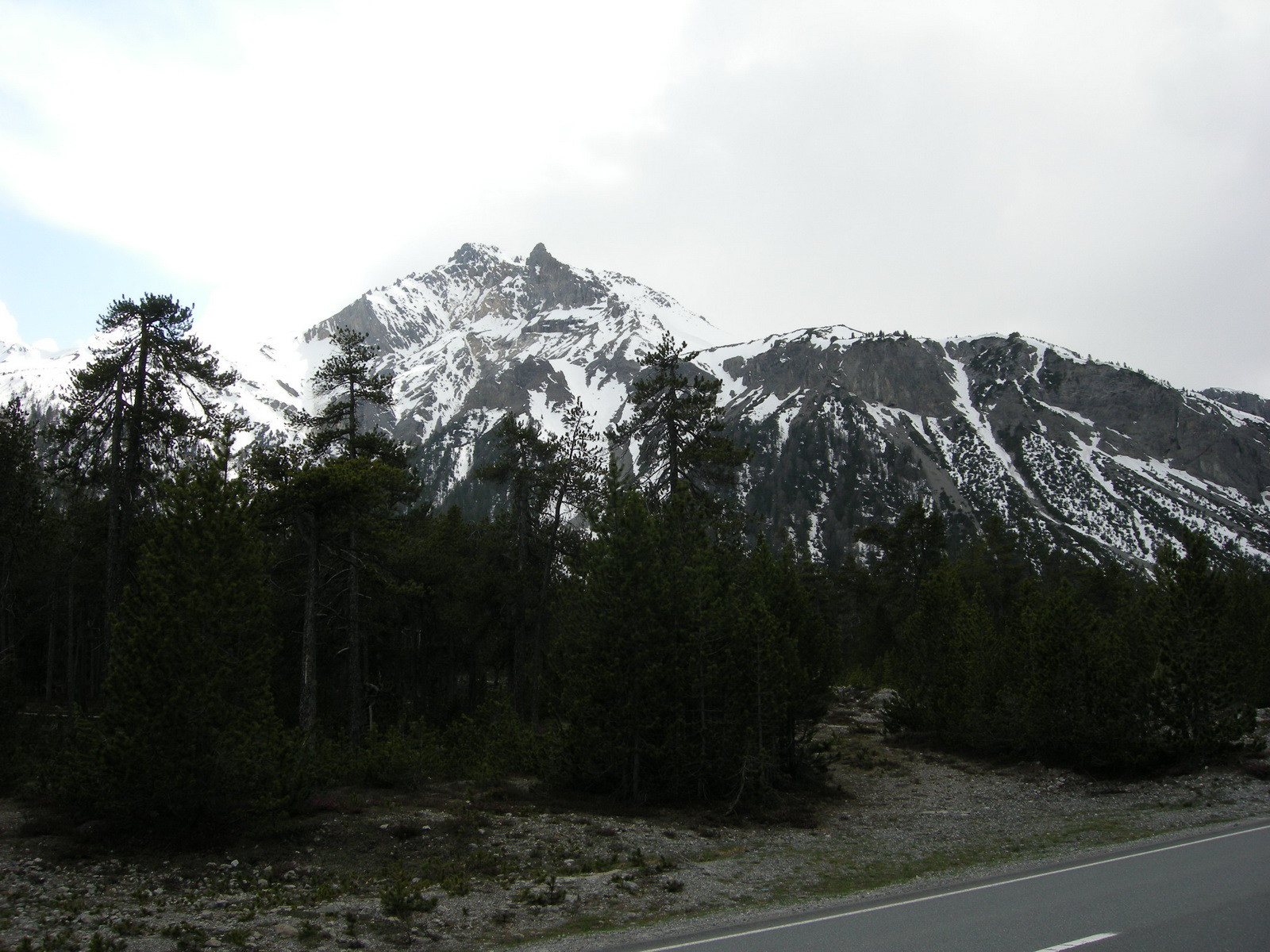
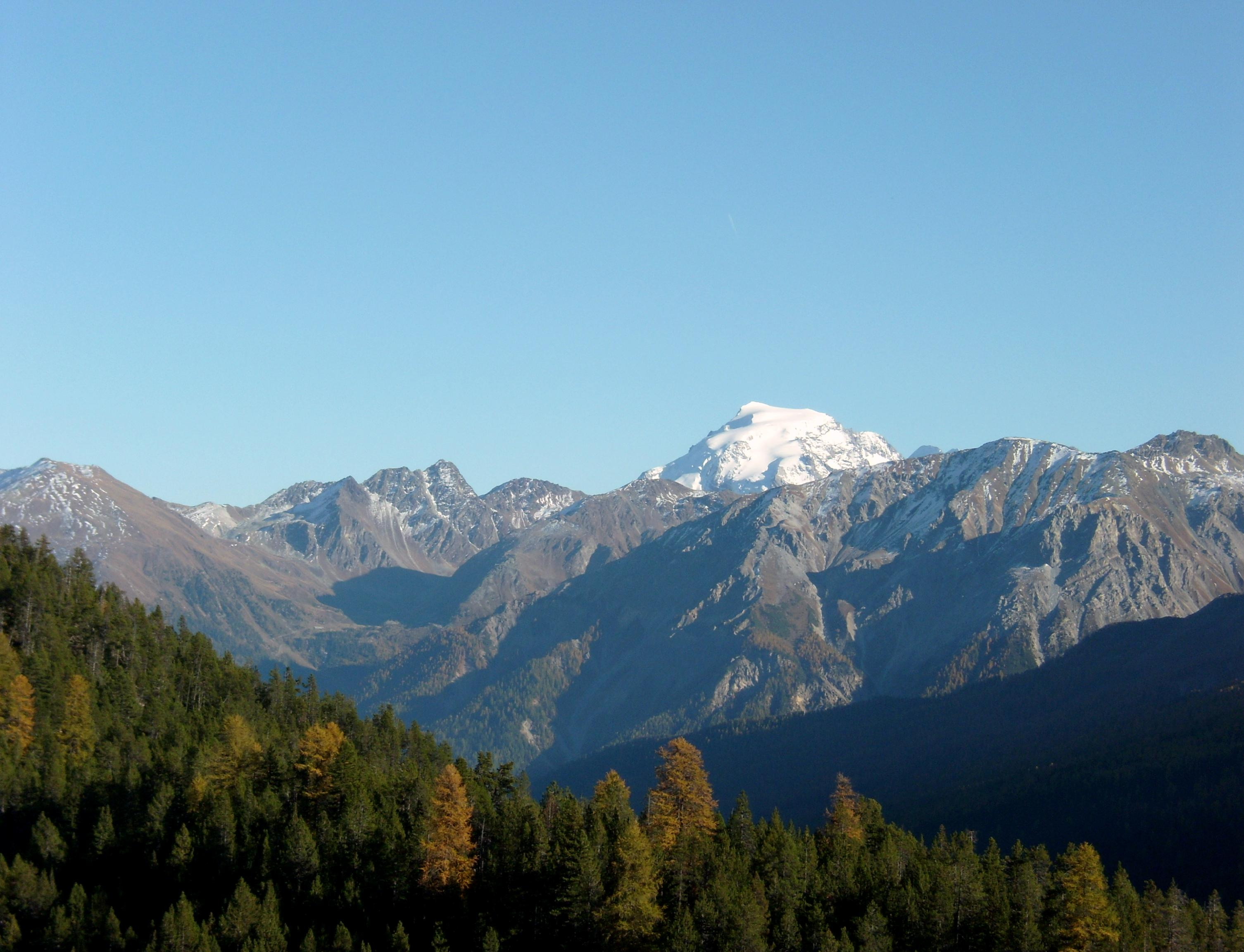
Ortler, 푸오른 고개의 동쪽